# Lina Nordwall
Karolina Charlotta Lina Nordwall, född 10 november 1832 i Brevik, Lidingö, Stockholms län, död 14 december 1889 i Hedvig Eleonora församling, Stockholm
, var en svensk filantrop. Hon drev Härberget för Tjänstflickor i Stockholm mellan 1881 och 1889.

## Biografi
Nordwall var dotter till kofferdikapten Jonas Adrian Nordwall och Maria Catharina Nordwall, född Leffler. och växte upp i Strängnäs. Hon flyttade sedan med fadern till Stockholm, där han drev ett dispaschörkontor. Nordwall arbetade själv i dispaschörkontoret både med fadern och hans efterträdare. 
I januari 1881 öppnade hon ett härbärge för tjänsteflickor i Stockholm. Härbärget var ett hotell, men avgiften för kost, logi och vård var tillräckligt låg för en genomsnittlig tjänsteflicka att betala. Det fungerade främst som ett härbärge för kvinnor som kom från landsbygden till Stockholm för att söka arbete. I oktober varje år kom många kvinnor till Stockholm från landet för att söka en tjänst som tjänare, men hade oftast bara med sig en mycket liten reskassa, och om den tog slut innan de funnit en anställning blev de ofta hänvisade till prostitution, något som under denna tid var ett mycket vanligt och uppmärksammat problem. På härbärget kunde de bo billigt tills de funnit en anställning. Även kvinnor som tvingats lämna en anställning i staden på grund av de dåliga förhållanden med till exempel misshandel som var vanligt inom deras yrke under denna tid, kunde få bo på härbärget till de hittat en ny anställning. 
Härbärget låg på Klara östra kyrkogata nr 7. Åren 1883-88 hyste det 30 bäddar och förmedlade platser till 1.000 tjänsteflickor, och inrättningen hade fått ett gott rykte som förmedlare av tjänsteflickor. Nordwall fungerade själv som dess föreståndare och lämnade vid sin död över uppdraget till sin medhjälpare Louise Swensson.